# Arctiinae (botanica)
Arctiinae Garcia-Jacas & Susanna, 2019 è una sottotribù di piantei angiosperme dicotiledoni appartenenti alla famiglia delle Asteraceae. In precedenza i generi di questa sottotribù erano descritti all'interno del gruppo informale Arctium-Cousinia Group.

## Descrizione
Questa gruppo comprende piante erbacee di tipo policarpico o raramente monocarpico, spinose (raramente non lo sono) e generalmente perenni (poche annuali). Sono presenti anche habitus di tipo subarbustivo. Nelle radici sono sempre presenti dei condotti resinosi, meno frequenti nelle parti aeree; mentre solamente nelle parti aeree sono presenti delle cellule latticifere.
Le foglie sono picciolate (quelle basali) e sessili (quelle cauline); in molte specie le foglie sono decorrenti lungo il fusto e spesso quelle basali formano delle rosette. Lungo il caule sono disposte in modo alterno. La lamina nella maggioranza dei casi è divisa in segmenti con spina apicale.
Le infiorescenze (composte da capolini) sono scapose  o di tipo corimboso. I capolini contengono solo i fiori tubulosi i quali sono ermafroditi (capolini omogami).  I capolini sono formati da un involucro a forma più o meno cilindrica composto da brattee (o squame) disposte su più serie all'interno delle quali un ricettacolo fa da base ai fiori tutti tubulosi. Le squame dell'involucro, di tipo fogliaceo o membranoso, sono disposte in modo embricato e sono sempre doppie. In genere all'apice sono spinose (quelle più interne possiedono delle appendici rudimentali) con bordi variamente sagomati (fimbriati, lacerati o pettinati). Il ricettacolo, provvisto di pagliette a protezione della base dei fiori, può essere rivestito di pula (come il chicco del grano o del riso), oppure può essere setoloso, raramente è nudo (senza pagliette).
I fiori in genere sono tutti del tipo tubuloso. I fiori sono tetra-ciclici (ossia sono presenti 4 verticilli: calice – corolla – androceo – gineceo) e pentameri (ogni verticillo ha 5 elementi). I fiori sono ermafroditi e actinomorfi. Molto raramente sono presenti dei fiori periferici radiati e sterili.
- Formula fiorale:

- /x K {\displaystyle \infty }, [C (5), A (5)], G 2 (infero), achenio

- Calice: i sepali del calice sono ridotti ad una coroncina di squame.
- Corolla: la corolla in genere è colorata di porpora (ma anche rosso, rosa, violetto, bianco e raramente giallo).
- Androceo: gli stami sono 5 con filamenti liberi e distinti, sono debolmente papillosi o sono del tutto glabri, mentre le antere sono saldate in un manicotto (o tubo) circondante lo stilo.[9]
- Gineceo: lo stilo è filiforme;  gli stigmi dello stilo sono due divergenti. L'ovario è infero uniloculare formato da 2 carpelli.

Il frutto è un achenio, spesso alato, con un pappo formato da brevi setole. Il pericarpo dell'achenio possiede delle sclerificazioni radiali spesso provviste di protuberanze. Il pappo è inserito su una piastra apicale (senza nettario) all'interno di una anello di tessuto parenchimatico. Le setole sono libere e disposte su una o più serie e sono decidue oppure si distaccano in un solo corpo.

## Distribuzione e habitat
La distribuzione del gruppo è soprattutto asiatica (in parte Mediterranea).

## Tassonomia
La famiglia di appartenenza di questa voce (Asteraceae o Compositae, nomen conservandum) probabilmente originaria del Sud America, è la più numerosa del mondo vegetale, comprende oltre 23.000 specie distribuite su 1.535 generi, oppure 22.750 specie e 1.530 generi secondo altre fonti (una delle checklist più aggiornata elenca fino a 1.679 generi). La famiglia attualmente (2021) è divisa in 16 sottofamiglie.
La sottotribù è inclusa nella tribù Cardueae (sottofamiglia Carduoideae).

### Filogenesi
La sottotribù Arctiinae è uno dei gruppi più numerosi della tribù. Ha la sua più alta diversità nella regione irano-turanica e nelle montagne dell'Asia centrale. I limiti tra i due generi principali (Arctium e Cousinia) non sono ancora ben chiari; oltre a tutto il genere Cousinia così come è descritto attualmente non è monofiletico. Comunque la segregazione del gruppo è convalidata sia dai dati cromosomici che dalle caratteristiche morfologiche del polline; mentre altri dati morfologici non confermano questa divisione. Probabilmente in futuro questi generi dovranno essere riconfigurati; ad esempio il sottogenere Cynaroides di Cousinia (insieme ad altri sottogeneri) è da trasferire in Arctium.
La sottotribù, nell'ambito della tribù, da un punto di vista filogenetico, occupa una posizione vicina al "core" del gruppo tra le sottotribù Carduinae e Saussureinae. La divergenza del gruppo può essere posizionato tra i 9 e 6 milioni di anni fa.
I seguenti caratteri sono distintivi per questo gruppo. In genere le specie sono delle erbe perenni. Possono essere spinose oppure no. Le scaglie del ricettacolo sono sempre doppie. Gli acheni sono spesso alati e senza nettari apicali. I filamenti delle antere sono debolmente papillosi o sono del tutto glabri. Il pappo è formato da setole libere e decidue oppure si distacca in un solo corpo.
Il gruppo comprende 2 generi con 705 specie:
| Genere               | N. specie | Distribuzione                                                         |
| -------------------- | --------- | --------------------------------------------------------------------- |
| Arctium L., 1753     | 44        | Eurasia (zone temperate)                                              |
| Cousinia Cass., 1827 | 661       | Asia (aree steppiche e semidesertiche dell'Asia centrale e orientale) |

Nota: due generi (Hypacanthium Juz., 1936  e Schmalhausenia C.Winkl., 1892 ) in base alle ultime ricerche sono stati inseriti all'interno del genere Cousinia.
I numeri cromosomici delle specie di questo gruppo sono: 2n = 18, 20, 22, 24 e 26.

### Specie della flora italiana
Di questa sottotribù le seguenti specie si trovano in Italia:
- Arctium lappa L. - Bardana maggiore
- Arctium nemorosum Lej. - Bardana selvatica
- Arctium minus (Hill) Bernh. - Bardana minore
- Arctium tomentosum Miller - Bardana lanuta

### Alcune specie

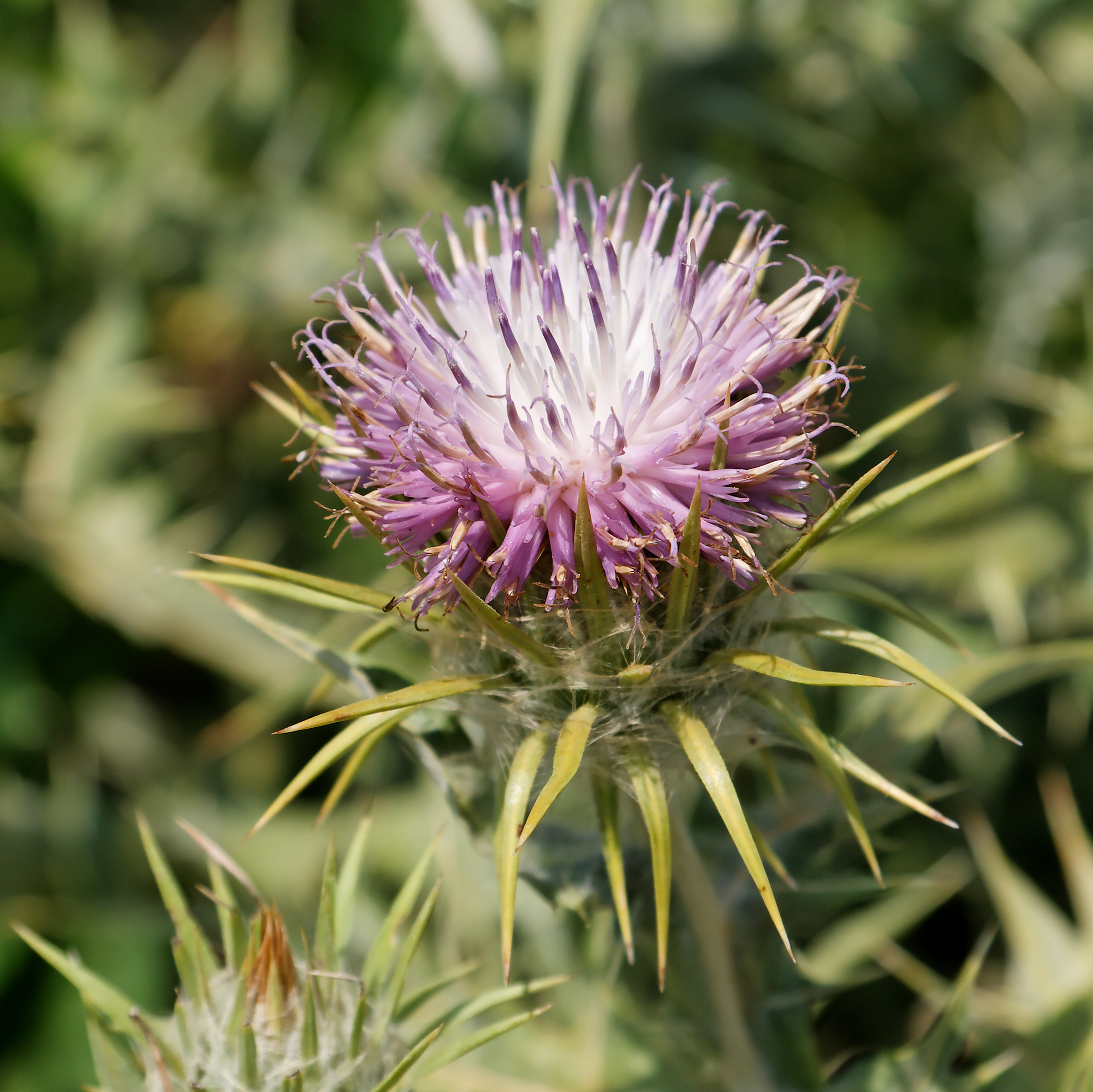
Cousinia Pterocaulos
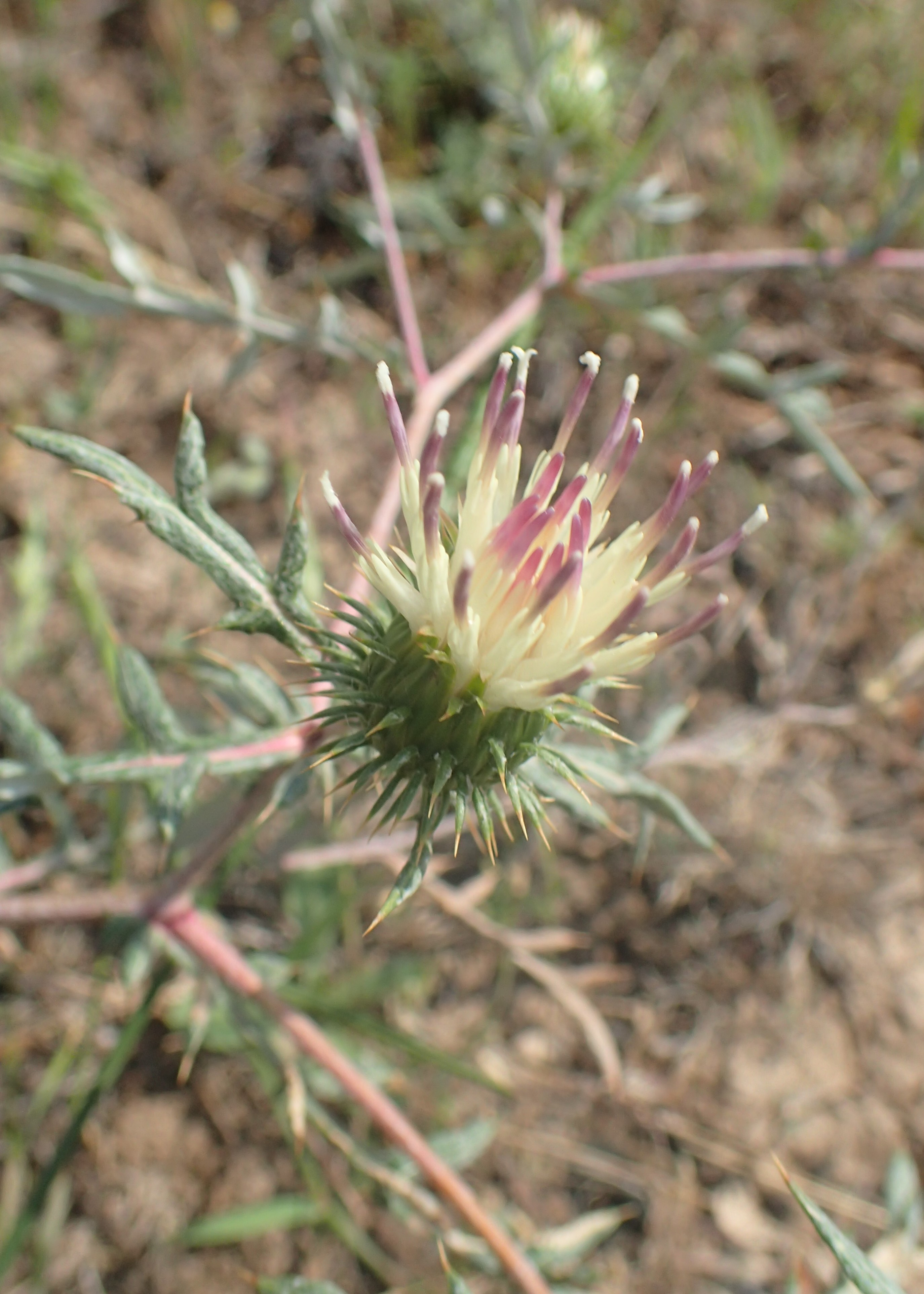
Cousinia armena
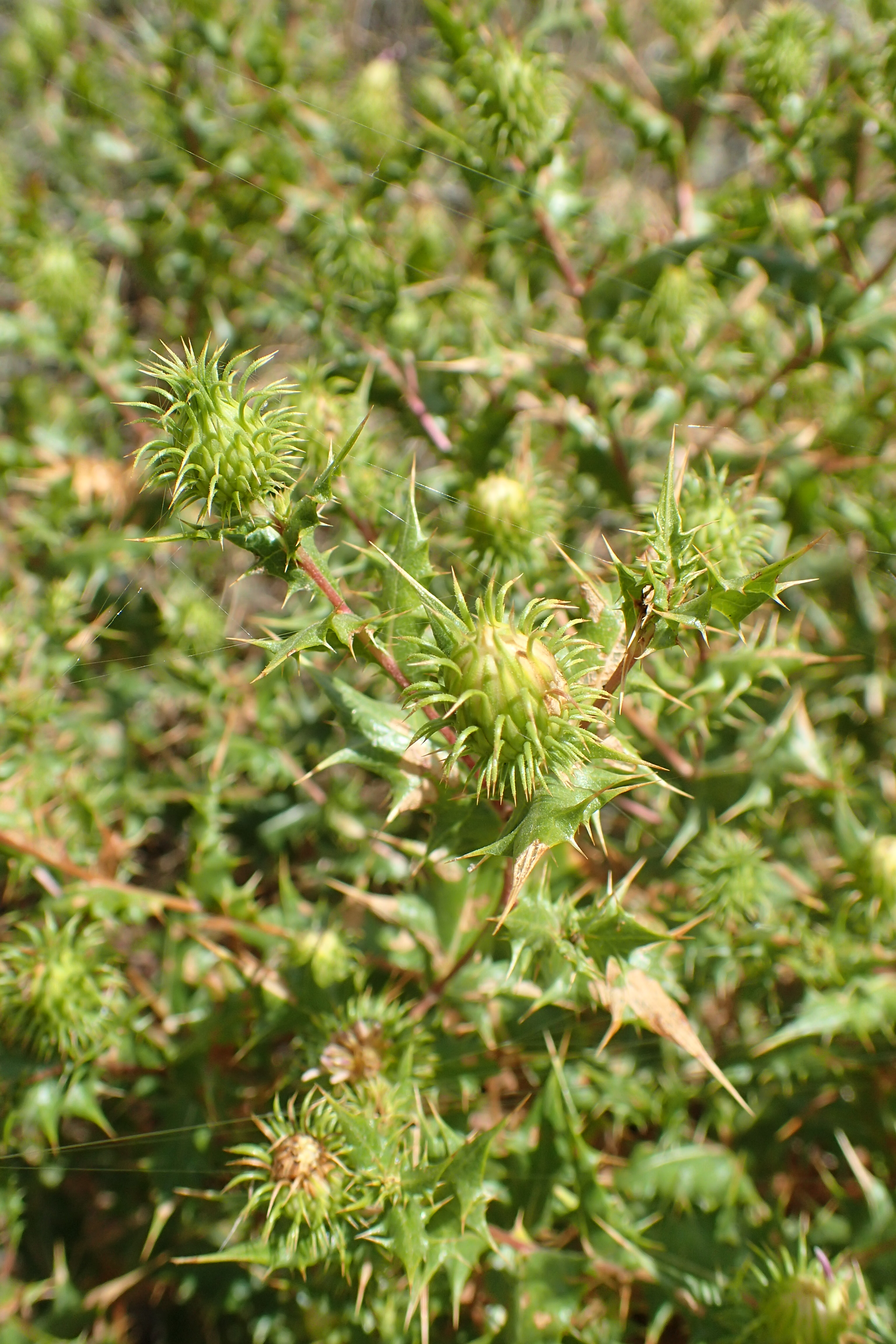
Cousinia lomakinii
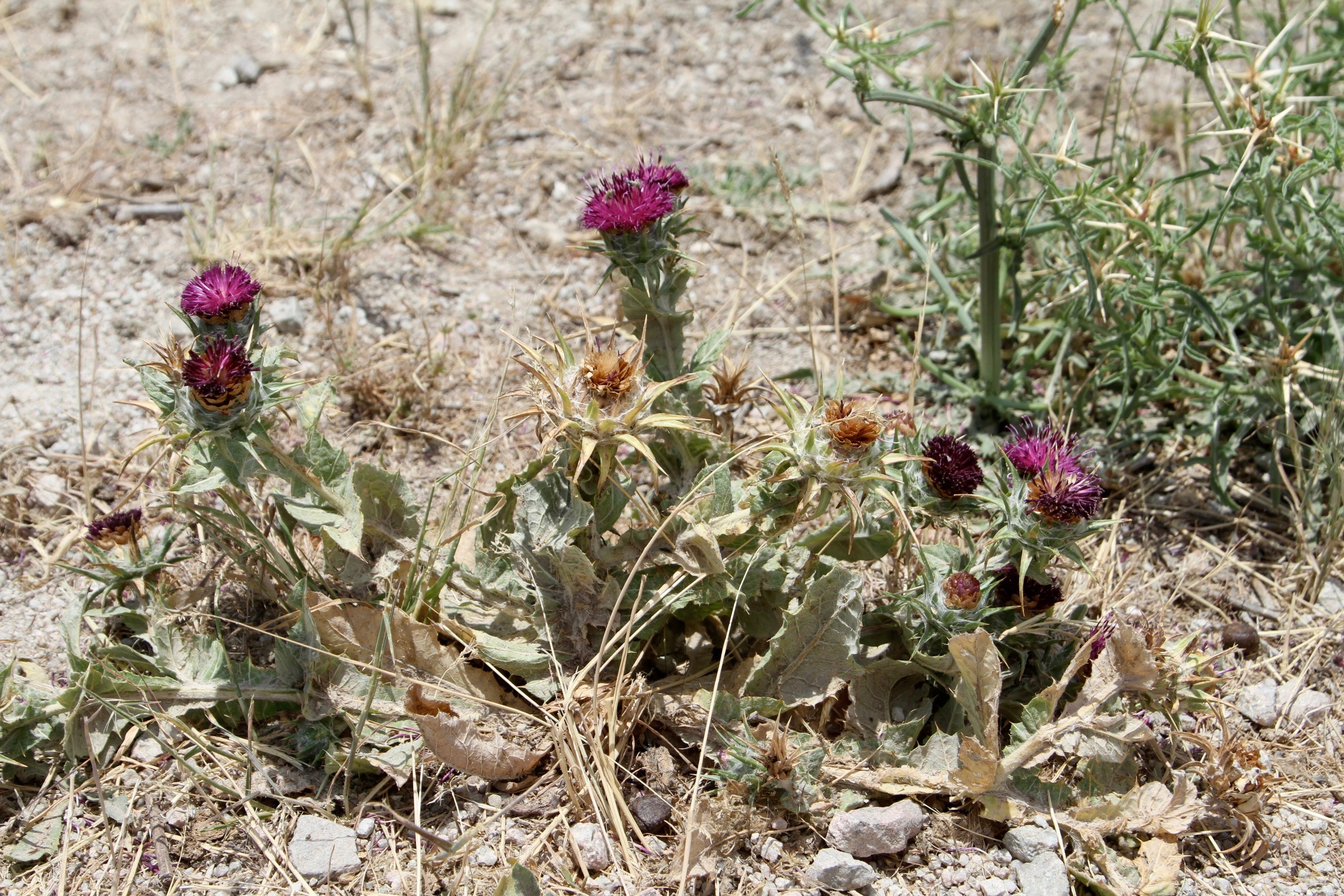
Cousinia microcarpa
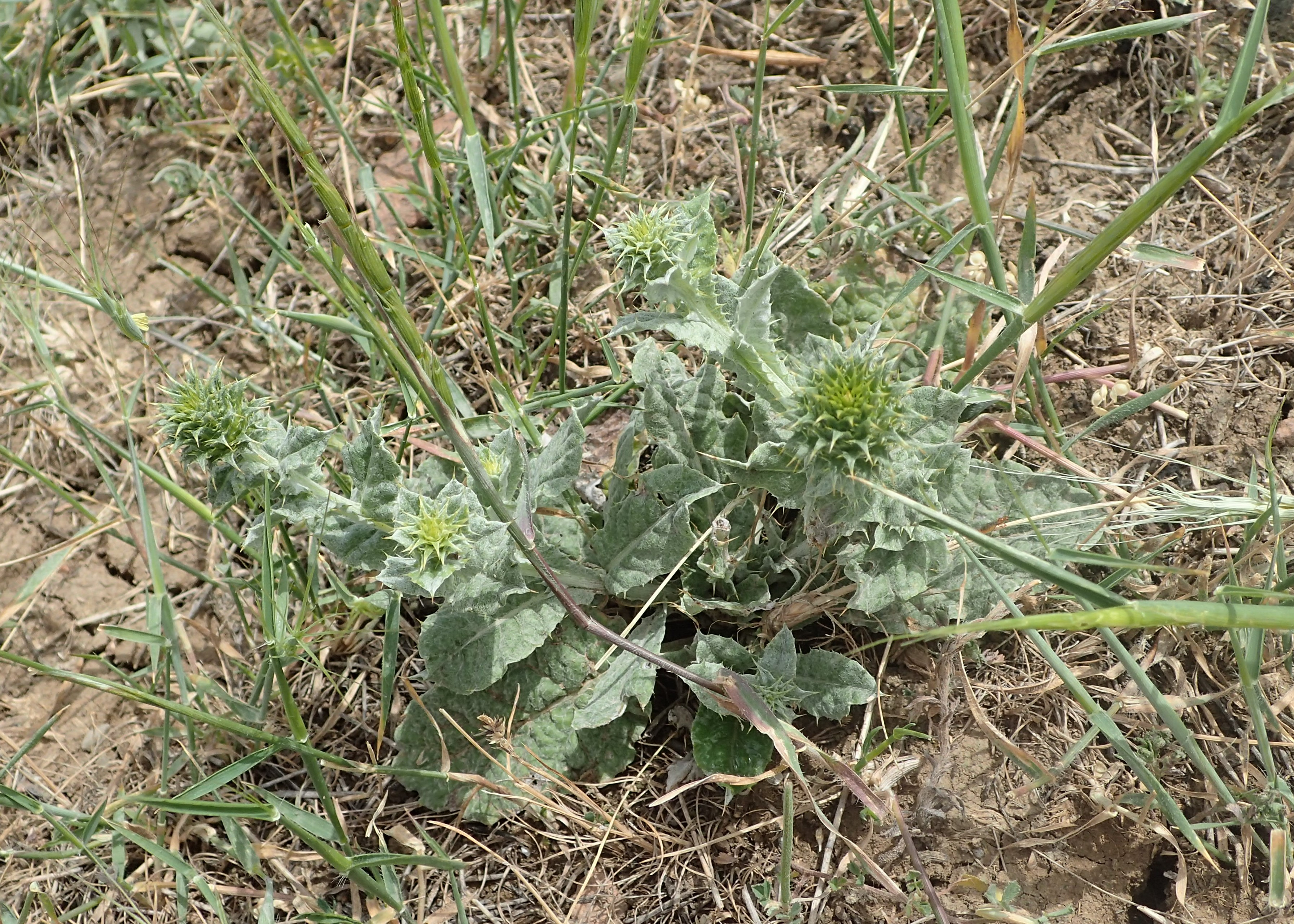
Cousinia purpurea
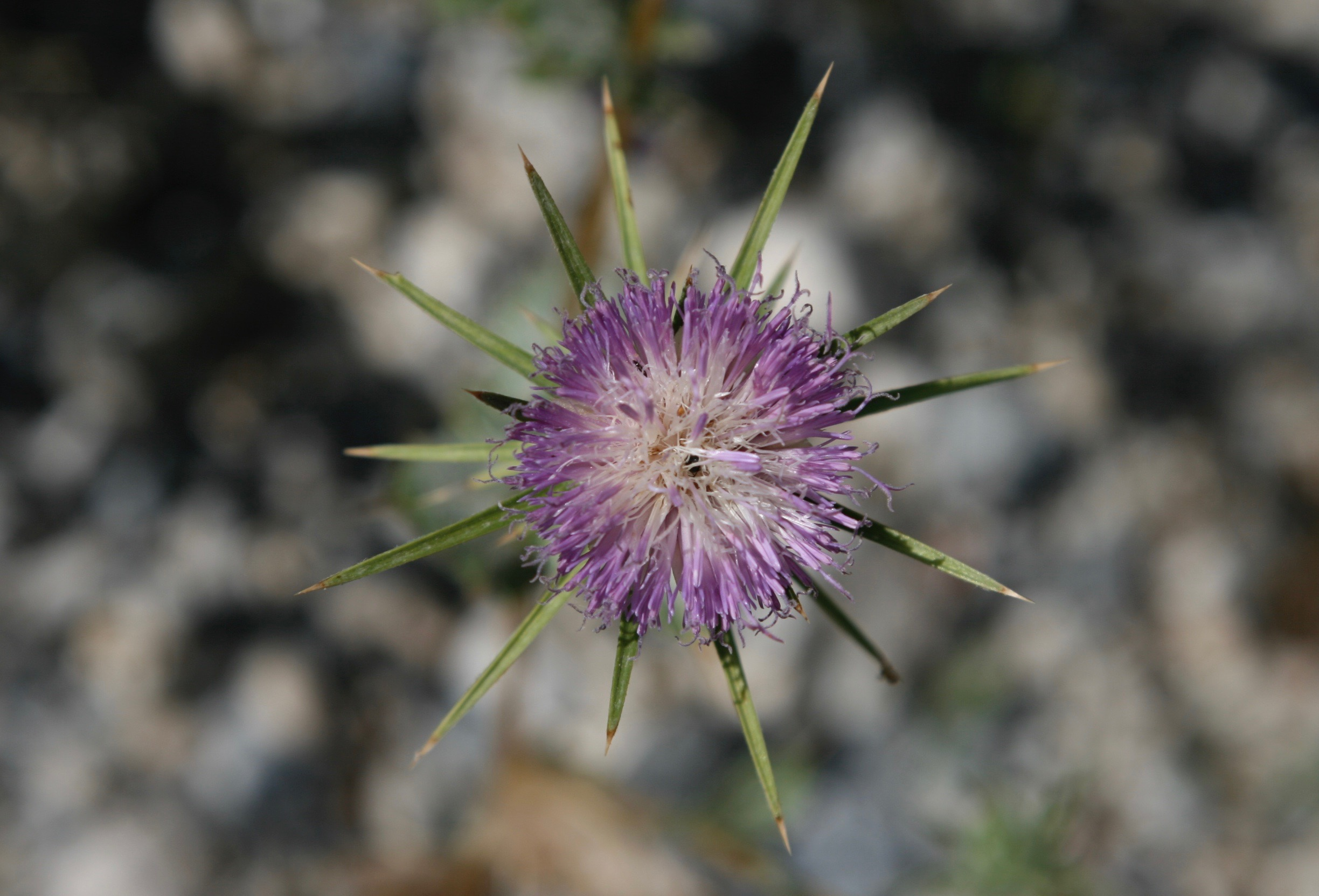
Cousinia stellaris
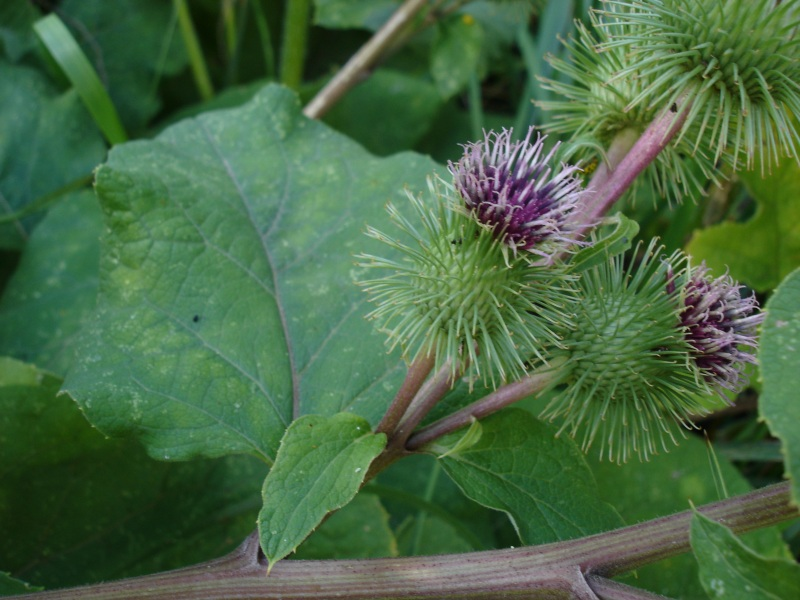
Arctium lappa
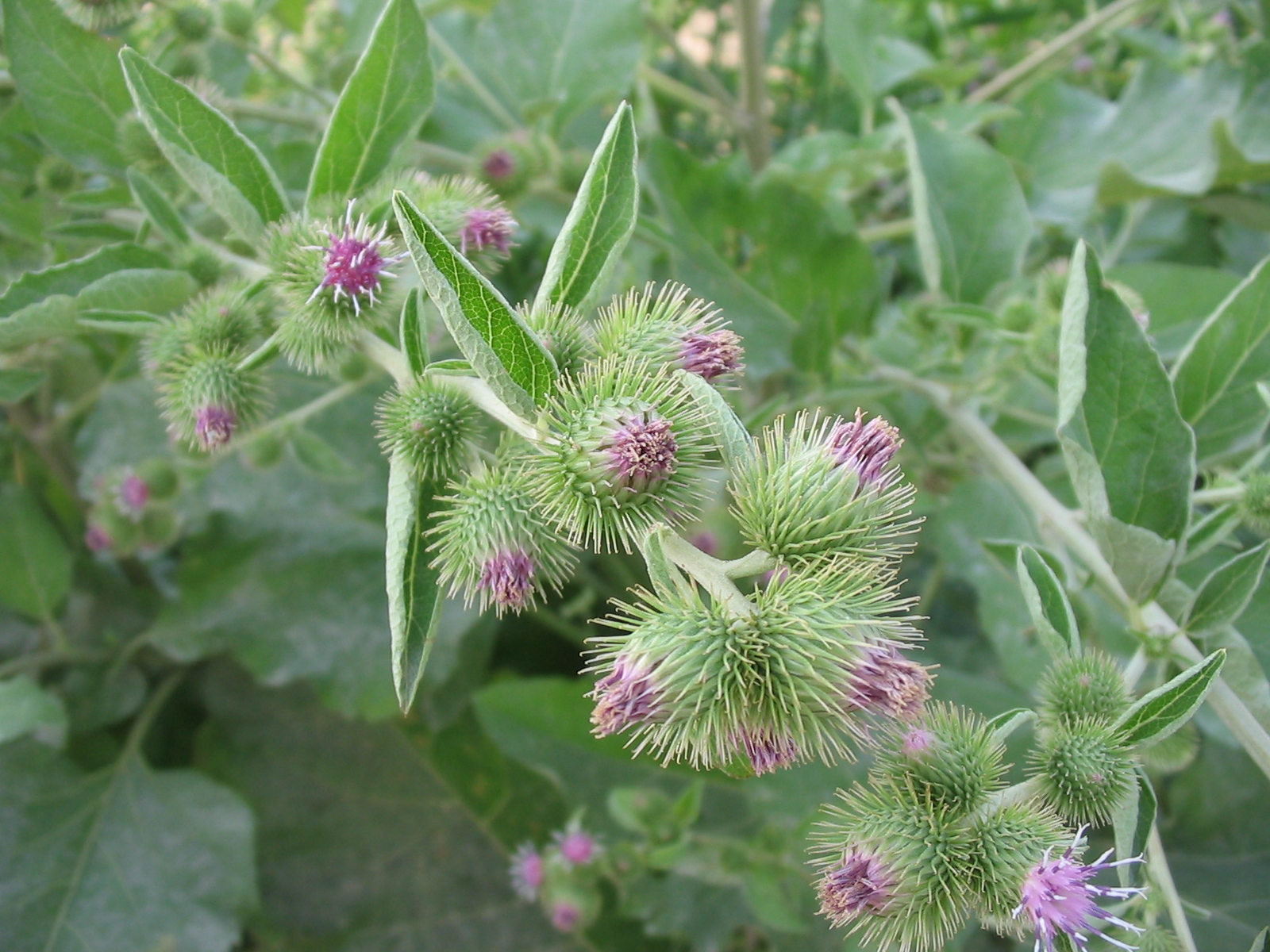
Arctium minus
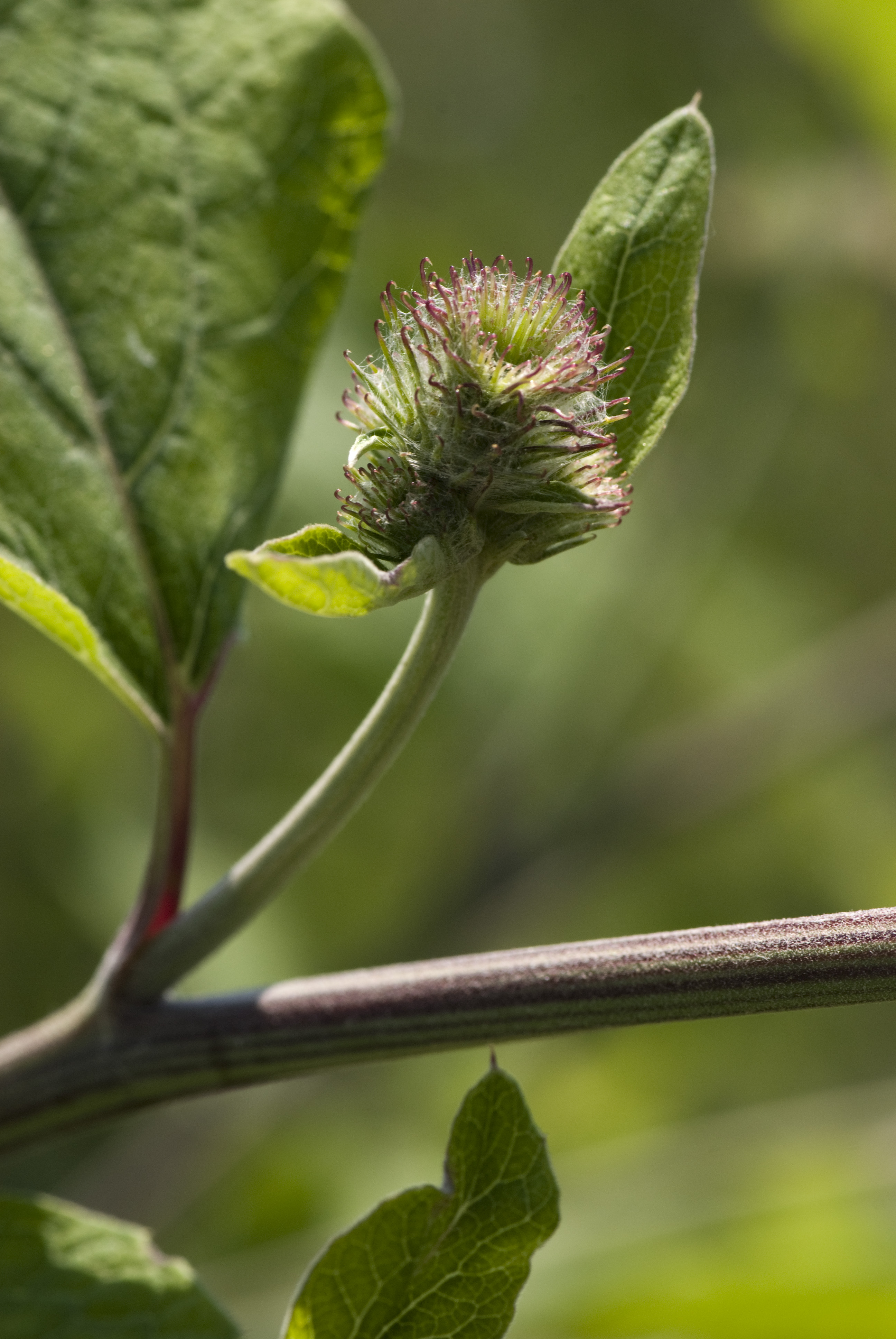
Arctium nemorosum
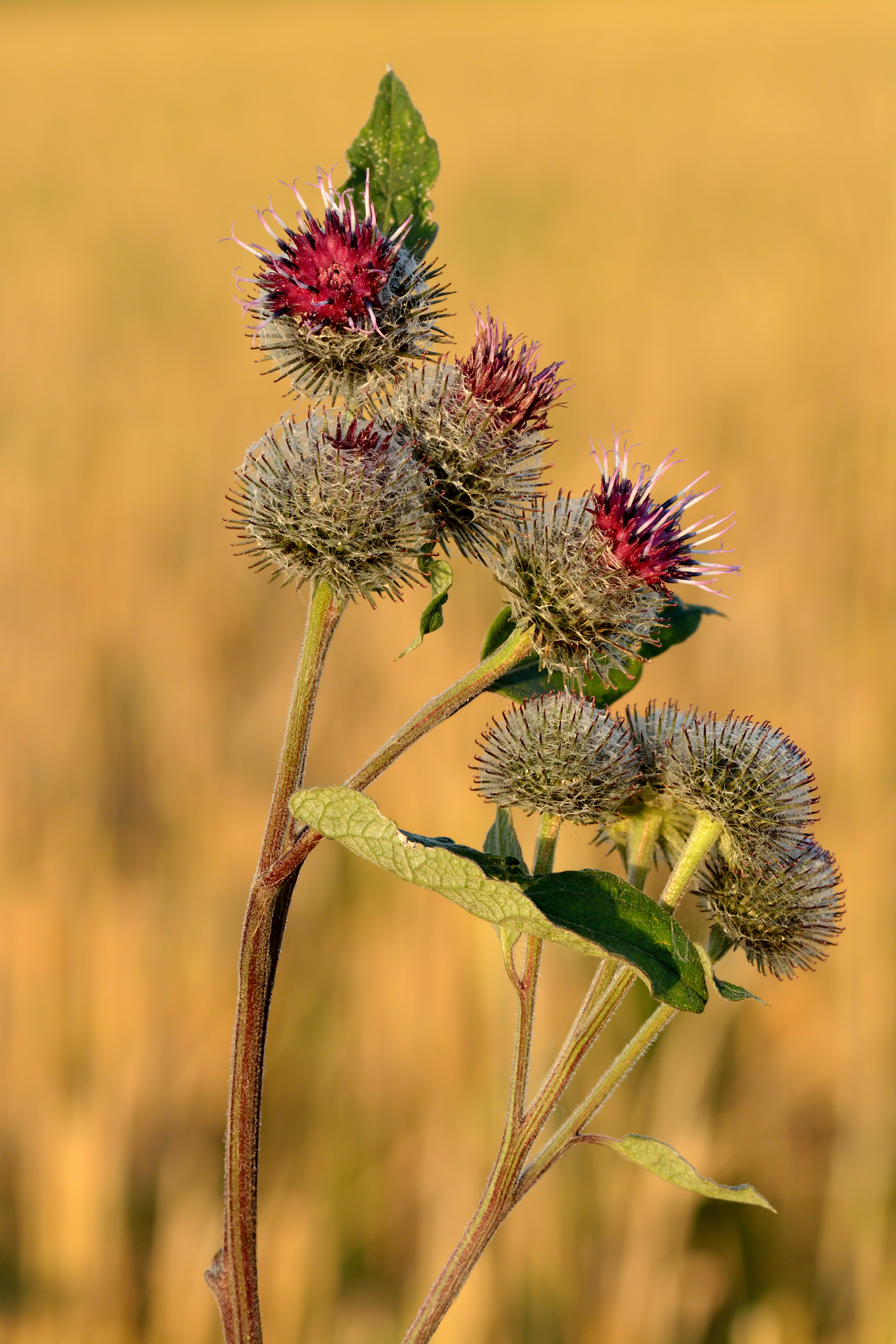
Arctium tomentosum